# Gordionus alpestris
Gordionus alpestris är en tagelmaskart som först beskrevs av J.P. Villot 1884.  Gordionus alpestris ingår i släktet Gordionus och familjen Chordodidae. Inga underarter finns listade i Catalogue of Life.